# 작은다섯발가락뛰는쥐
작은다섯발가락뛰는쥐 또는 작은다섯발가락저보아(Allactaga elater)는 뛰는쥐과에 속하는 설치류의 일종이다. 다섯개의 발가락을 가지고 있다. 아시아의 바위 사막 지대에서 서식하는 도약을 하는 설치류이다. 아프가니스탄과 아르메니아, 아제르바이잔, 중국, 조지아, 이란, 카자흐스탄, 파키스탄, 러시아, 타지키스탄, 터키 그리고 투르크메니스탄에서 발견된다. 긴 뒷발과 짧은 앞 다리 그리고 선 채로 걷는다. 몸길이는 5~15cm이고, 꼬리 길이는 7~25cm이다. 몸 크기에 비해 비교적 큰 귀와 긴 꼬리를 갖고 있다. 똑바로 설 때 꼬리가 지지하는 데 도움이 된다. 최대 시속 48km의 속도로 달릴 수 있다.